# Языки Словении
Государственным и разговорным языком Словении является словенский язык. На нем говорит 91,1 % населения (по данным переписи 2002 г.). Также больша́я часть населения говорит на английском, венгерском и итальянском языках.

## Словенский язык
Согласно 11 статье Конституции Словении, словенский язык является единственным государственным языком на территории всей страны. Телевидение, радио, газеты, рекламные ролики, инструкции к применению и другие СМИ могут быть только на словенском языке, иностранные языки допускаются лишь с субтитрами и/или с переводом. После присоединения Словении к Евросоюзу 1 мая 2004 года, словенский язык стал одним из его официальных языков.
Во многих городах Словении запрещены вывески на любых языках, кроме словенского.

## Итальянский язык
Итальянский язык признаётся официальным в словенской Истрии около словенско-итальянской границы и в словенском побережье.

## Венгерский язык
Венгерский язык является родным для венгерского меньшинства в Прекмурье.

## Прекмурско-словенский язык
Официально не признанный региональный язык. Он соответствует положениям Европейской хартии региональных языков, однако Словения пока не присоединилась к странам, подписавшим Хартию.

## Иностранные языки
Исторически сложилось так, что немецкий язык был лингва-франка Центральной Европы. Он был языком торговли, науки и литературы в Словении. Немецкий язык преподавался в качестве основного иностранного языка в школах. В настоящее время его заменил английский, однако немецкий остаётся важным иностранным языком в Словении. Другими основными иностранными языками Словении являются испанский, французский и венгерский.